# Laura Micheli
Laura Maria Luisa Micheli (Trieste, 21 aprile 1931) è un'ex ginnasta italiana.

## Biografia
Nata a Trieste nel 1931, a 17 anni ha partecipato ai Giochi olimpici di Londra 1948 nel concorso a squadre, chiudendo all'ottavo posto con 394,20 punti totali (53,65 punti individuali, migliore delle azzurre). Nella competizione è risultata essere anche la seconda migliore tra tutte le atlete sia nel concorso individuale sia agli anelli volanti (9,35 punti), in entrambi i casi dietro solo alla cecoslovacca Zdeňka Honsová ed ex aequo con l'ungherese Edit Weckinger-Perényi, ma, a differenza del maschile, nel femminile venivano assegnate soltanto le medaglie del concorso a squadre e non anche quelle individuali. 
Due anni dopo le Olimpiadi, nel 1950, è stata medaglia di bronzo ai Mondiali di Basilea, in Svizzera, dove è arrivata terza nel concorso a squadre, con 594,250 punti, dietro a Svezia e Francia; nella stessa competizione si è inoltre piazzata settima nel concorso individuale con 90,100 punti e quinta nel corpo libero con 22,600 punti.
Tra il 1947 e il 1949 è stata per tre anni consecutivi campionessa italiana nel concorso generale individuale ai campionati italiani assoluti, vestendo i colori della Ginnastica Triestina.
Nel 1952 si è sposata con il cestista Romeo Romanutti, anche lui presente ai Giochi olimpici di Londra 1948, e si è trasferita a Milano, dove suo marito giocava con l'Olimpia Milano; in seguito ha avuto una figlia ed è diventata insegnante. Dopo la morte di Romanutti a fine 2007, è andata a vivere con la figlia in provincia di Torino.

## Palmarès

### Campionati mondiali
- 1 medaglia:
  - 1 bronzo (Concorso a squadre a Basilea 1950)

### Campionati italiani assoluti
- 3 medaglie:
  - 3 ori (Concorso generale individuale nel 1947, 1948 e 1949)